# Авангардський сільський округ
Аванга́рдський сільський округ (каз. Авангард ауылдық округі, рос. Авангардский сельский округ) — адміністративна одиниця у складі району Магжана Жумабаєва Північноказахстанської області Казахстану. Адміністративний центр — село Полтавка.
Населення — 864 особи (2021; 1277 у 2009, 1855 у 1999, 2090 у 1989).
Станом на 1989 рік існувала Авангардська сільська рада (села Полтавка, Хліборобне), село Рощино перебувало у складі Успенської сільської ради. 21 червня 2019 року до складу сільського округу було включене село Рощино з територією площею 5,94 км² зі складу Успенського сільського округу.

## Склад
До складу округу входять такі населені пункти:
| Населений пункт | Старі назви | Населення, осіб (1989) | Населення, осіб (1999) | Населення, осіб (2009) | Населення, осіб (2021) |
| --------------- | ----------- | ---------------------- | ---------------------- | ---------------------- | ---------------------- |
| Достик, село    | Хліборобне  | 567                    | 583                    | 356                    | 207                    |
| Полтавка, село  | -           | 1097                   | 945                    | 709                    | 572                    |
| Рощино, село    | -           | 426                    | 327                    | 212                    | 85                     |